# Flugplatz Leverkusen

i7
i11
i13

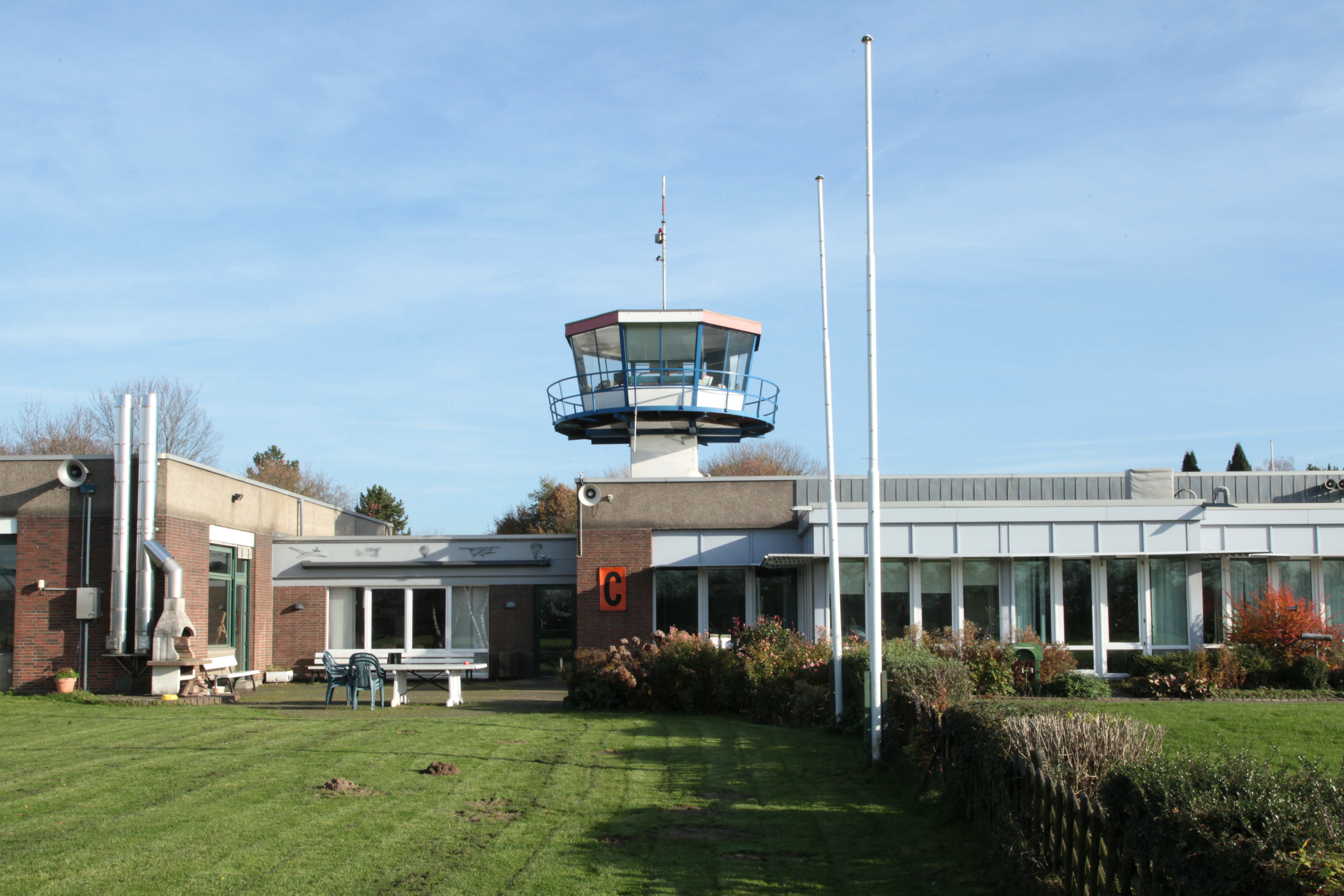
Turm des Flugplatzes

Der Flugplatz Leverkusen (auch Flugplatz Kurtekotten, ICAO-Code: EDKL) ist ein Sonderlandeplatz im Stadtgebiet von Köln, Nordrhein-Westfalen, Deutschland.

## Allgemeines

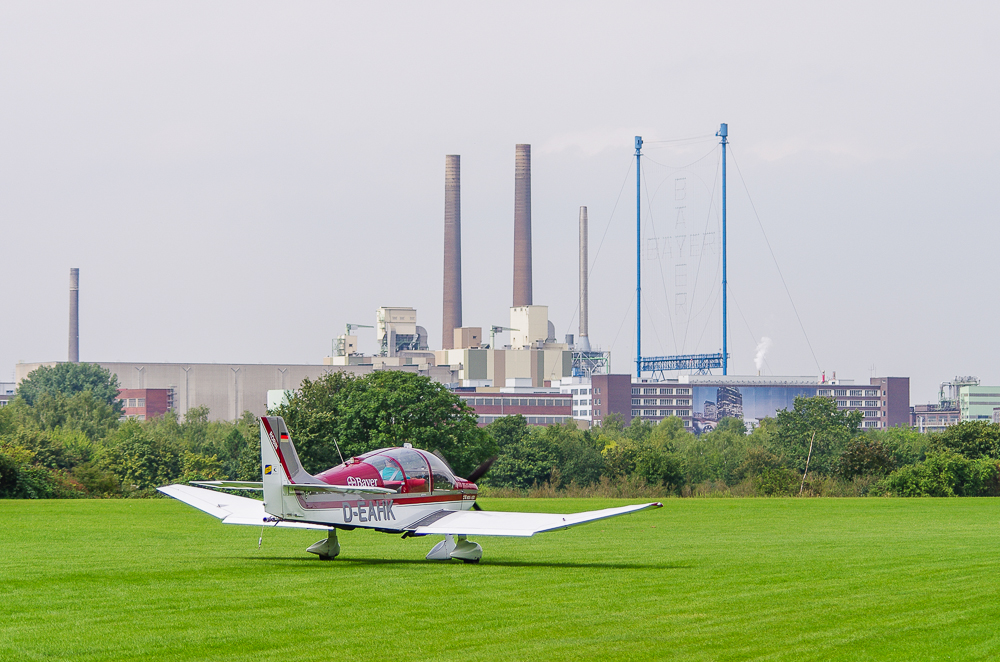
Eine Robin DR 400 für den Flugzeugschlepp auf dem Flugplatz Leverkusen

Der Flugplatz kann von Flugzeugen mit einem Gesamtgewicht bis zu 3500 kg angeflogen werden.
Der Platz verfügt über eine Werkstatt, eine Tankstelle für AVGAS und Mogas und fünf Hallen zur Unterbringung der Flugzeuge. Für Besucher stehen ein Restaurant mit Terrasse sowie eine Wiese mit Spielplatz zur Verfügung.

## Lage und Geographie
Der Sonderlandeplatz Leverkusen liegt am südlichen Stadtrand von Leverkusen. Er grenzt im Westen an den Chempark, im Osten an die A3.

## Geschichte
Seit seiner Eröffnung am 12. Juli 1959 wird der Flugplatz vom Sportverein LSC Bayer Leverkusen betrieben.
Der Verein, der nach dem Ende des Zweiten Weltkrieges zunächst am Flughafen Butzweiler Hof in Köln aktiv war, errichtete um das Jahr 1960 die ersten Hallen und Clubanlagen.
Seit einigen Jahren veranstaltet der Club eine jährliche Airshow. 2012 waren die Royal Jordanian Falcons zu Gast, die Kunstflugstaffel des jordanischen Königshauses.

## Flugzeugpark
| Sparte              | Kennzeichen | Flugzeugtyp  |
| ------------------- | ----------- | ------------ |
| Segelflugzeug       | D-0096      | AS - K 13    |
| Segelflugzeug       | D-1072      | LS - 4       |
| Segelflugzeug       | D-2851      | LS - 4       |
| Segelflugzeug       | D-2978      | AS - K 13    |
| Segelflugzeug       | D-3872      | LS - 7       |
| Segelflugzeug       | D-4229      | ASK - 21     |
| Segelflugzeug       | D-4235      | LS - 4 neo   |
| Segelflugzeug       | D-8291      | Duo Discus   |
| Segelflugzeug       | D-8861      | LS - 4       |
| Segelflugzeug       | D-9090      | K 8 B        |
| Segelflugzeug       | D-9801      | LS - 8       |
| Motorflugzeug       | D-EAHK      | DR 400 Remo  |
| Motorflugzeug       | D-EEVJ      | C 172        |
| Motorflugzeug       | D-EFMD      | DR 400       |
| Motorflugzeug       | D-EGHO      | C 182P       |
| Motorflugzeug       | D-EVSC      | C 172P       |
| Motorsegler         | D-KARA      | SF 25 C      |
| D-KCCO              | HK 36       |              |
| D-KGTF              | HK 36       |              |
| D-KISS              | Arcus T     |              |
| D-KVSA              | ASG 29 E    |              |
| Ultraleichtflugzeug | D-MDWT      | Dynamic WT 9 |
| Ultraleichtflugzeug | D-MODL      | Dynamic WT 9 |

sowie zusätzlich sieben Ballone.